# نهاية محورية
النهاية المحورية أو نهاية عصبية أو مطراف المحوار (بالإنجليزية: Axon terminal)‏ (تُدعى كذلك الأزرار المشبكيّة أو الأزرار الانتهائيّة) هي نهاية المحوار لخلية عصبية يحصل عندها انتقال جهد الفعل من جسم الخلية العصبية إلى خلية أخرى. أي أنها النهايات القاصية لتفرعات المحوار العصبيّ. فالمحوار، والذي يُدعى بالليف العصبيّ أيضاً، عبارة عن تمادٍ طويل ونحيل للخليّة العصبيّة أو العصبون، يقوم بنقل النبضات الكهربائيّة المُسمَّاة كمونات العمل بعيداً عن جسم الخليّة العصبيّة، بغية نقل هذه النبضات إلى خلايا عصبيّة أُخرى أو خلايا عضليّة أو غدد.
تتصل العصبونات فيما بينها بهيكليّة مُعقّدة للغاية، وتستخدم العصبونات الإشارات الكهروكيميائيّة (الكهربائيّة الكيميائيّة) والمواد الكيماويّة الناقلة العصبيّة لنقل النبضات من عصبون إلى آخر؛ حيث تنفصل النهايات المحواريّة عن العصبونات المجاورة بفجوة أو فراغ صغير، مُشكِّلاً المشبك العصبيّ، الذي تعبر من خلاله النبضات، واعتماداً على المشبك العصبيّ، يُطلق على النهاية المحواريّة والعصبون الذي تفرعت منه اسم العصبون «قبل المشبكيّ».

## إطلاق النبضات العصبيّة

عصبون أ (مُرسل) ينقل الشارة العصبية لعصبون ب (مستقبِل):
1. متقدرة
2. حويصلة مشبكية مع نواقل عصبية
3. مستقبلة ذاتية
4. مشبك كيميائي يطبق الناقل العصبي سيروتونين
5. مستقبلات خلف-مشبكية نُشطت عن طريق ناقل عصبي (يحث جهد خلف مشبكي)
6. قناة كالسيوم
7. إيماس (قذف الخلية لمحتوياتها) حويصلة مشبكية
8. ناقل عصبي تم استرداده

تُخزَّن النواقل العصبيّة داخل الحويصلات المشبكيّة، والتي تتجمع بدورها تحت غشاء النهاية المحواريّة على الجانب قبل المشبكيّ من المشبك العصبيّ. تختص النهاية المحواريّة بإطلاق النواقل العصبيّة من الخليّة قبل المشبكيّة. إذ تُطلق النهايات مواد الناقل العصبيّة في فراغ يُدعى بالفلح (أو الشقّ) المشبكيّ، يتوضَّع بين النهاية المحوريّة وتغصُّنات العصبون التالي. تتلقى بعدها مستقبلات التغصُّنات في العصبون التالي «بعد المشبكيّ» جزيئات الناقل العصبيّ. أي أن العصبونات لا تتلاقى فيزيائيّاً، ولكنها تتواصل مع بعضها عبر هذه المشابك.
تُصنَّع حويصلات الناقل العصبيّ (التي تُخزَّن داخلها جزيئات الناقل العصبيّ) داخل العصبون، وتُسافر من ثَمّ إلى النهايات القاصية للمحوار، حيث تستقر هناك. تقدح أيونات الكالسيوم شلالاً بيوكيمائياً (كيميائيّ حيويّ) سيؤدي بالنهاية إلى صهر الحويصلات بالغشاء قبل المشبكيّ مُطلقاً محتوياتها في الفلح المشبكيّ خلال 180 ميكروثانية من دخول الكالسيوم. تبدأ بروتينات الحويصلات المشبكيّة، بتحريض من ارتباط أيونات الكالسيوم، تبدأ البروتينات بالتحرّك، مما سيؤدي إلى خلق مسام للانصهار (انصهار الحويصلة المشبكيّة بمنطقة في الغشاء قبل المشبكيّ)، وسيسمح هذا المسام بإطلاق الناقل العصبيّ إلى الفلح المشبكيّ. يُطلق على هذه العمليّة اسم «عمليّة الإيماس» (أي قذف الخليّة لمحتوياتها)، وتستخدم الخليّة هذه العمليّة لنضح الحويصلات الإفرازيّة خارج غشاء الخليّة. تحتوي هذه الحويصلات ذات الغشاء على بروتينات ذوَّابة، ستُفرز بدورها إلى البيئة خارج الخلويّة، كما تحتوي الحويصلات على بروتينات غشاء وليبيدات.

## رسم خرائط النشاط
قام الدكتور وايد ريغهر، بروفيسور البيولوجيا العصبيّة في مدرسة طب هارفرد في قسم البيولوجيا العصبيّة، بتطوير طريقة لرؤية النشاط المشبكيّ الذي يحدث في الدماغ وظيفياً، حيث تُغيّر صبغة تُضاف، تُغيِّرُ الخصائص الفلوريّة عند دخول الكالسيوم، ويتم تحديد مستويات الكالسيوم باستخدام المجهر الفلوريّ، وبالتالي تحديد تدفق الكالسيوم في الخلايا العصبيّة قبل المشبكيّة. وقد تخصَّص مختبر ريغهر في حركيّة الكالسيوم (أي حركته إلى داخل الخليّة، وسلوكه داخلها) في الغشاء قبل المشبكيّ. وقد درس ريغهر تأثيرات أيونات الكالسيوم على قوّة المشبك. ومن خلال دراسة العمليّة والآليات الفيزيولوجيّة، أصبحت بعض الاضطرابات العصبيّة أكثر وضوحاً كالصرع والفصام واضطراب الاكتئاب، إضافة إلى فهم عمليتيّ الذاكرة والتعلُّم بشكل أفضل.